# Anilinsvart
Anilinsvart, (C12H8N)n, ett etsbart syntetiskt färgämne framställt 1863. Blev mångsidigt använt för färgning och tryck av bomull.
Som färgämne har det Colour Index-namn Oxidation Black 1 och i form av pigment namnet Pigment Black 1, CICN: 50440.